# Home Depot
Home Depot, Inc. est une entreprise de distribution américaine pour l'équipement de la maison (bricolage, jardinage, etc.) dont le siège social est situé dans la ville d'Atlanta en Géorgie. The Home Depot est le n° 1 mondial de la distribution de détail de produits de rénovation résidentielle. La commercialisation des produits est assurée au travers d'un réseau de 2 287 magasins (dont 1 981 aux États-Unis, 182 au Canada et 124 au Mexique).

## Histoire
Home Depot a été fondée en 1978 par Bernard Marcus, Arthur Blank et Pat Farrah. La proposition de la société Home Depot était d'avoir des magasins d'équipement pour la maison, plus grands que tous leurs concurrents. Le banquier d'investissement Ken Langone a aidé Marcus et Blank à obtenir le capital nécessaire.
Le 21 juin 1979, les deux premiers magasins, construits dans des espaces loués par J.C. Penney, ouvrent dans la banlieue d'Atlanta.
En novembre 2020, Home Depot annonce l'acquisition, pour 8 milliards de dollars, de HD Supply, entreprise vendue par Home Depot en 2007 pour 8,5 milliards de dollars.
En mars 2024, Home Depot annonce l'acquisition de SRS Distribution, entreprise de distribution spécialisée envers les professionnels de la constructions, pour 18,25 milliards de dollars.

## Implantation
[Quand ?]

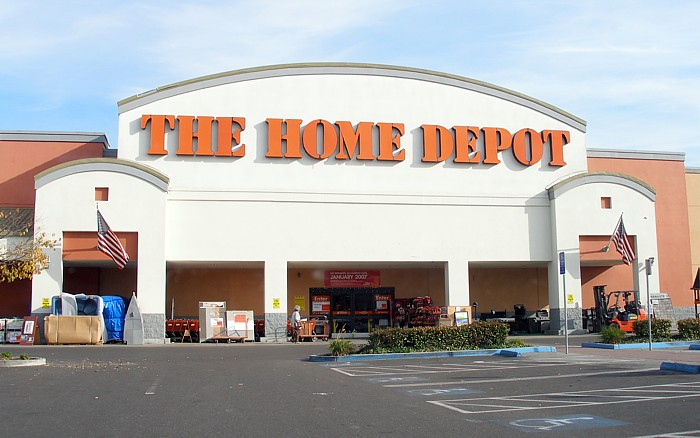
Home Depot en Californie

Au Québec, il y a 22 magasins qui portent le nom Home Depot. Ils sont cinquième après RONA, Groupe BMR, Réno-Dépôt, et Home Hardware.
En Chine, cinq des douze Home Depot ouverts en 2006 ont fermé en raison de différences culturelles entre Chinois et Américains.
En Amérique latine, les Home Depot n'ont pas eu beaucoup de succès et ont dû vendre leurs magasins, sauf au Mexique, où Home Depot est bien implanté.